# Gare de Rue
Gare de Rue – stacja kolejowa w Rue, w departamencie Somma, w regionie Hauts-de-France, we Francji.
Jest stacją Société nationale des chemins de fer français (SNCF), obsługiwaną przez pociągi Intercités, TER Picardie i TER Nord-Pas-de-Calais.

## Położenie
Znajduje się na wysokości 8 m n.p.m., na km 198,892 Longueau – Boulogne, pomiędzy stacjami Noyelles i Rang-du-Fliers - Verton.